# Teratoppia fimbriata
Teratoppia fimbriata är en kvalsterart som först beskrevs av Sandór Mahunka 1983.  Teratoppia fimbriata ingår i släktet Teratoppia och familjen Teratoppiidae. Inga underarter finns listade i Catalogue of Life.